# Alexandru Odobescu (Călărași)
Alexandru Odobescu è un comune della Romania di 2 826 abitanti, ubicato del distretto di Călărași, nella regione storica della Muntenia.
Il comune è formato dall'unione di 3 villaggi: Alexandru Odobescu, Nicolae Bălcescu, Gălățui.